# Vladyslav Ostroushko
Vladyslav Ostroushko (Cherkasy, 5 de marzo de 1986) es un jugador de balonmano ucraniano que juega de lateral izquierdo. Es internacional con la selección de balonmano de Ucrania.
Su primer gran campeonato con la selección fue el Campeonato Europeo de Balonmano Masculino de 2020.

## Palmarés

### ZTR Zaporiyia
- Liga de Ucrania de balonmano (3): 2008, 2009, 2010

### Dinamo Minsk
- Liga de Bielorrusia de balonmano (1): 2013

### Motor Zaporiyia
- Liga de Ucrania de balonmano (1): 2014

### Meshkov Brest
- Liga de Bielorrusia de balonmano (1): 2017
- Copa de Bielorrusia de balonmano (1): 2017

### Olympiacos
- Copa de Grecia de balonmano (1): 2023

## Clubes
| Club                  | País                | Año         |
| --------------------- | ------------------- | ----------- |
| Aviator Kiev          | Ucrania             | 2005 - 2007 |
| ZTR Zaporiyia         | Ucrania             | 2007 - 2010 |
| Motor Zaporiyia       | Ucrania             | 2010 - 2012 |
| HC Neva (cedido)      | Rusia               | 2010 - 2011 |
| Dinamo Minsk          | Bielorrusia         | 2012 - 2013 |
| Motor Zaporiyia       | Ucrania             | 2013 - 2014 |
| Csurgói KK            | Hungría             | 2014 - 2015 |
| HC Minaur Baia Mare   | Rumania             | 2015 - 2016 |
| Lekhwiya SC           | Catar               | 2016        |
| Meshkov Brest         | Bielorrusia         | 2016 - 2017 |
| Kadetten Schaffhausen | Suiza               | 2017 - 2018 |
| KS Azoty-Puławy       | Polonia             | 2018        |
| Selka Eskisehir       | Turquía             | 2018 - 2019 |
| Eurofarm Rabotnik     | Macedonia del Norte | 2019 - 2020 |
| Al-Rayyan SC          | Catar               | 2020 - 2021 |
| Balonmano Sinfín      | España              | 2021 - 2022 |
| Olympiacos            | Grecia              | 2022 - 2023 |
| KS Azoty-Puławy       | Polonia             | 2023 - 2024 |